# Чемпионат Молодёжной хоккейной лиги
Olimpbet Чемпиона́т Молодёжной хокке́йной ли́ги (Olimpbet МХЛ) — турнир среди молодёжных команд хоккейных клубов, появившийся в 2009 году. В лиге принимают участие хоккеисты 16—21 лет включительно. В сезоне 2025/26 в ней представлены 39 клубов из России, Беларуси и Казахстана, которые поровну разделены на две конференции по географическому принципу — «Восток» и «Запад».
Главный трофей МХЛ — Кубок Харламова — разыгрывается по итогам плей-офф. Чемпионами хотя бы раз становились восемь команд — «Стальные лисы», «Красная армия», «Омские ястребы», «Спартак», «Чайка», «Локо», «Динамо», «СКА-1946».

## История

### Основание и первые годы
Молодежная хоккейная лига была создана 26 марта 2009 года. Учредителями стали 20 профессиональных клубов Континентальной хоккейной лиги, холдинг КХЛ и Федерация хоккея России. В первом сезоне МХЛ выступили 22 российских команды, поделенные на Западную и Восточную конференции.
Первый матч МХЛ состоялся 4 сентября 2009 года. В нём приняли участие МХК «Динамо» и «Красная армия». Автором первой шайбы стал Роман Васильев, матч завершился со счётом 6:2 в пользу динамовцев.
По итогам первого сезона МХЛ в финал вышли «Стальные лисы» и «Кузнецкие медведи». В итоге чемпионами стали хоккеисты из Магнитогорска. Во втором сезоне − 2010/11 − Кубок Харламова взяла «Красная армия». Московские армейцы в четырёх матчах обыграли «Стальных лисов».

### Эпоха Чемпионата и Первенства
С сезона 2011/12 параллельно с основным Чемпионатом МХЛ было создано Первенство для молодёжных команд клубов ВХЛ и коллективов, у которых нет взрослой команды, но желающих вступить в лигу и имеющих для этого возможности. 27 июня 2011 года на общем собрании клубов МХЛ было принято решение о создании «группы Б» и проведении турнира среди команд данного дивизиона. Главным трофеем соревнований стал Кубок Регионов.
В первом сезоне Первенства приняли участие 19 команд из городов России, Казахстана, Латвии и Молдовы, поделённых на три дивизиона: «Запад», «Центр» и «Восток». Обладателем главного трофея стала команда «Октан» из Перми. Первенство МХЛ существовало до сезона 2015/2016.
В Чемпионате МХЛ сезонов 2011/12 и 2012/13 дважды обладателем Кубка Харламова стали «Омские ястребы». В сезоне 2011/12 омичи в пяти матчах обыграли «Красную армию», а в 2012/13 в семи играх − МХК «Спартак». В следующем году в финале встретились московские армейцы и спартаковцы − обладателем Кубка Харламова стал «Спартак».
В сезоне 2014/15 впервые чемпионом МХЛ стала нижегородская «Чайка», которая обыграла «СКА-1946» из Санкт-Петербурга. «Чайка» играла в финале и в следующем году − но обладателем Кубка Харламова стал ярославский «Локо».
Также в сезоне 2015/16 ярославцы завоевали первый в истории Суперкубок МХЛ − матч проходил с победителем Первенства учалинским «Горняком».

### Чемпионат МХЛ после создания НМХЛ
С сезона 2016/17 турнир среди команд Первенства МХЛ был переименован в Национальную молодёжную хоккейную лигу и начал проводиться под эгидой Федерации хоккея России. Соревнования клубов в чемпионате молодёжных команд (МХЛ А) организовывала КХЛ.
Также в этом году были изменены правила проведения дополнительных периодов в чемпионате МХЛ − с тех пор овертаймы проводятся в формате «три на три». Обладателем Кубка Харламова в сезоне 2016/17 стала «Красная армия», обыгравшая нижнекамский «Реактор». В следующем году во второй раз в истории трофей завоевала ярославская молодёжка − «Локо» оказался сильнее «СКА-1946».
25 февраля 2018 года хоккеисты сборной России стали олимпийскими чемпионами. Среди них было 15 выпускников МХЛ.
В юбилейном десятом сезоне 2018/19 Кубок Харламова вновь завоевал «Локо» − ярославцы обыграли «Авто».
Розыгрыш плей-офф сезона 2019/20 был отменён на стадии четвертьфинала из-за пандемии коронавируса. Восемь команд, прошедших в 1/4 финала, технически заняли место 1—8.
В сезоне 2020/21 МХК «Динамо» (Москва) впервые стал обладателем Кубка Харламова. Динамовцам потребовалось пять матчей, чтобы обыграть «Локо».
В сезоне 2021/22 впервые обладателем Кубка Харламова стала команда СКА-1946 (Санкт-Петербург). В финале в шести матчах петербуржцы победили  «Красную армию».

## Формат проведения чемпионата

### Требования к участникам
В матчах МХЛ принимают участие хоккеисты в возрасте от 17 до 20 лет включительно. 16-летние игроки допускаются к заявке после прохождения углублённого медицинского обследования, а также получения положительного заключения о возможности участия от Комиссии по допуску Юниоров.

### Регулярный чемпионат
Регулярный чемпионат − первый из двух этапов чемпионата МХЛ. В нем принимают участие команды, разделенные на две конференции по географическому принципу — «Запад» и «Восток». При этом дальневосточные команды («Амурские тигры», «Тайфун» и «Сахалинские акулы») выступают в Западной конференции. По словам вице-президента КХЛ по развитию молодежного хоккея Александра Гуськова, это связано с логистической и экономической целесообразностью для команд.
Клубы играют друг с другом в рамках своей конференции по круговой системе. Каждая команда проводит с каждым соперником по четыре матча: два на своей площадке и два на площадке противника. За победу в основное время, в овертайме или серии бросков клуб получает два очка. Проигравшая в основное время команда не получает баллов в таблицу, а в случае поражения по итогам овертайма или серии бросков набирает одно очко.
Восемь команд каждой конференции, набравшие больше всего очков по ходу регулярного чемпионата, выходят в плей-офф. Если две или более команды получили одинаковое количество очков, то последовательно применяются следующие критерии:
- Преимущество получает команда, которая имеет больше побед в основное время;
- Команда, чаще побеждающая в дополнительное время;
- Команда, которая больше выигрывала в серии послематчевых бросков;
- Команда, имеющая лучшую разность заброшенных и пропущенных шайб;
- Команда, забросившая больше шайб во всех матчах регулярного чемпионата.

Если все показатели равны, то места клубов определяются жеребьевкой.

### Плей-офф
Плей-офф — второй этап Чемпионата МХЛ. Матчи 1/8 и 1/4 финала проходят внутри конференций. Для каждой стадии пары формируются с учетом занятых мест в регулярном чемпионате. В полуфинальной серии команда конференции «Запад», занявшая более высокое место, играет с командой конференции «Восток», занявшей более низкое, и наоборот. Победители серий разыгрывают звание чемпиона МХЛ — обладателя Кубка Харламова. Матчи за 3-е место не проводятся.
Серии первых трёх раундов розыгрыша Кубка Харламова проводятся до трёх побед, финальная серия — до четырёх. Если счёт в основное время равный, то победитель определяется в серии послематчевых бросков. Исключение составляют встречи, в которых может решиться исход серии — в этом случае назначается неограниченное число овертаймов до первой заброшенной шайбы.
В сезоне 2019/20 розыгрыш плей-офф был приостановлен из-за распространения пандемии COVID-19. Рассматривалась возможность проведения матчей в августе. Однако 30 апреля 2020 года лига приняла решение отменить оставшуюся часть плей-офф в связи с негативным развитием пандемии в России и мире.

## Титульные мероприятия МХЛ

### Спецпроекты лиги

#### Кубок мира
Кубок мира по хоккею «Сириус» проводится среди молодёжных клубных команд ежегодно, начиная с 2011 года, в разных городах России. В 2020 и 2021 годах турнир был отменён из-за пандемии коронавируса.
В Кубке мира принимают участие сильнейшие коллективы из различных стран. Главный трофей был изготовлен по специальному заказу МХЛ в Италии.
Первый розыгрыш Кубка прошёл в Омске. Победителем стала команда «Красная армия» — в финале москвичи обыграли чешскую «Энергию» со счётом 7:2.
Чаще всего обладателями Кубка становились российские молодёжные клубы — трижды «Локо», дважды «Красная армия», по одному разу «Омские ястребы» и «Спартак». Также побеждали канадские хоккеисты из клуба «Садбери Вулвз» и шведские игроки из «Юргордена».
| Год  | Место проведения                          | Финал          | Финал   | Финал                           | Матч за 3-е место     | Матч за 3-е место | Матч за 3-е место |
| Год  | Место проведения                          | Победитель     | Счет    | 2-е место                       | 3-е место             | Счет              | 4-е место         |
| ---- | ----------------------------------------- | -------------- | ------- | ------------------------------- | --------------------- | ----------------- | ----------------- |
| 2011 | Омск                                      | Красная армия  | 7:2     | Энергия                         | Не проводился         | Не проводился     | Не проводился     |
| 2012 | Омск                                      | Садбери Вулвз  | 2:0     | Ватерлоо Блэк Хокс              | Линчёпинг             | 1:0 ОТ            | Динамо-Шинник     |
| 2013 | Омск                                      | Омские ястребы | 2:0     | ХПК                             | Дубьюк Файтинг Сейнтс | 4:1               | Динамо-Шинник     |
| 2014 | Уфа                                       | МХК Спартак    | 2:1 ПБ  | Толпар                          | Су-Сити Маскетирс     | 4:3 ОТ            | Динамо-Шинник     |
| 2015 | Екатеринбург, Нижний Тагил, Верхняя Пышма | Юргорден       | 2:1     | Чайка                           | Чикаго Стил           | 3:2               | Авто              |
| 2016 | Нижнекамск, Набережные Челны              | Локо           | 5:1     | Реактор                         | Снежные барсы         | 2:1               | Йокерит           |
| 2017 | Екатеринбург, Верхняя Пышма               | Красная армия  | 4:3     | МОДО                            | Тршинец               | 6:4               | Снежные барсы     |
| 2018 | Сочи                                      | Локо           | 3:2     | ХВ71                            | Оттава Кэпиталз       | 2:1 Б             | Ред Булл          |
| 2019 | Сочи                                      | Локо           | 3:2     | Сборная хоккейной лиги Альберта | Карпят                | 7:4               | Ред Булл          |
| 2020 | Отменен                                   | Отменен        | Отменен | Отменен                         | Отменен               | Отменен           | Отменен           |
| 2021 | Отменен                                   | Отменен        | Отменен | Отменен                         | Отменен               | Отменен           | Отменен           |

#### Кубок Вызова
Кубок Вызова проводится в МХЛ каждый год в формате матча лучших игроков двух конференций. С 2017 года Кубок Вызова является частью Недели звёзд хоккея, а лучшие хоккеисты принимают участие в Матче звёзд КХЛ.
| Сезон   | Дата                                | Город                               | Стадион                             | Победитель                          | Проигравший                         | Счёт                                |
| ------- | ----------------------------------- | ----------------------------------- | ----------------------------------- | ----------------------------------- | ----------------------------------- | ----------------------------------- |
| 2009/10 | 6 февраля 2010                      | Санкт-Петербург                     | Ледовый дворец                      | Запад                               | Восток                              | 6:4                                 |
| 2010/11 | 12 февраля 2011                     | Уфа                                 | Уфа-Арена                           | Восток                              | Запад                               | 3:2 (бул.)                          |
| 2011/12 | 11 февраля 2012                     | Магнитогорск                        | Арена Металлург                     | Запад                               | Восток                              | 4:2                                 |
| 2012/13 | 23 февраля 2013                     | Екатеринбург                        | КРК «Уралец»                        | Восток                              | Запад                               | 3:1                                 |
| 2013/14 | 1 февраля 2014                      | Нижний Новгород                     | КРК «Нагорный»                      | Запад                               | Восток                              | 5:3                                 |
| 2014/15 | 31 января 2015                      | Череповец                           | Ледовый дворец                      | Запад                               | Восток                              | 3:2 (бул.)                          |
| 2015/16 | 13 февраля 2016                     | Нижнекамск                          | СКК «Ледовый Дворец»                | Запад                               | Восток                              | 5:2                                 |
| 2016/17 | 15 января 2017                      | Уфа                                 | Уфа-Арена                           | Запад                               | Восток                              | 2:1 (бул.)                          |
| 2017/18 | 11 января 2018                      | Нур-Султан                          | Барыс-Арена                         | Запад                               | Восток                              | 7:3                                 |
| 2018/19 | 12 января 2019                      | Нижнекамск                          | СКК «Ледовый Дворец»                | Запад                               | Восток                              | 2:0                                 |
| 2019/20 | 11 января 2020                      | Москва                              | ВТБ Арена                           | Восток                              | Запад                               | 5:3                                 |
| 2020/21 | отменен из-за пандемии коронавируса | отменен из-за пандемии коронавируса | отменен из-за пандемии коронавируса | отменен из-за пандемии коронавируса | отменен из-за пандемии коронавируса | отменен из-за пандемии коронавируса |
| 2021/22 | 3 декабря 2022                      | Челябинск                           | ЛА «Трактор» им. В. К. Белоусова    | Восток                              | Запад                               | 5:2                                 |
| 2022/23 | 3 декабря 2023                      | Тула                                | ФОС «Ледовый дворец»                | Запад                               | Восток                              | 5:3                                 |
| 2024/25 | 1 февраля 2025                      | Новосибирск                         | «Сибирь-Арена»                      | Запад                               | Восток                              | 7:4                                 |

#### МХЛ — детям
Программа «МХЛ — детям» была разработана 1 июня 2009 года. Её цель — помощь детям, страдающим онкологическими заболеваниями. Первая акция прошла 3 сентября 2009 года, тогда игроки «Красной армии» и МХК «Динамо» побывали в Институте детской онкологии и гематологии.
МХЛ регулярно проводит подобные акции на своих мероприятиях. Команды лиги по собственной инициативе посещают детские дома и лечебные заведения своих городов.

#### Твой шанс
«Твой шанс» — спортивная программа, которая реализуется МХЛ совместно с образовательным центром «Сириус». Её цель — предоставить молодым перспективным спортсменам возможность подписания первого профессионального контракта хоккеиста.
В рамках программы проводятся тренировочные занятия и контрольные игры с участием экспертов, скаутов, представителей ведущих спортивных российских вузов и клубов МХЛ, НМХЛ, СХЛ.
Программа состоялась в июне 2019 и июне 2021 годов в Сочи (в 2020 не проводилась из-за ограничений, связанных с пандемией). Каждый раз в ней участвовало 50 перспективных хоккеистов, отобранных из нескольких сотен претендентов. На протяжении 24 дней они тренировались и готовились к контрольным играм. В 2019 году восемь участников программы подписали первые профессиональные контракты с клубами МХЛ и НМХЛ, в 2021 году таких игроков было 11.
30 июля 2020 года программа «Твой шанс» стала лауреатом ежегодной премии «Спорт и Россия-2020» в номинации «Лучший проект по развитию хоккея в России».

### Завершенные проекты лиги

#### Кубок будущего
12 марта 2012 года в Челябинске состоялся Кубок Будущего, в котором приняли участие лучшие игроки МХЛ не старше 18 лет. Соревнование прошло в формате «Запад» против «Востока». Команда «Запада» победила со счётом 3:1.

#### Суперкубок МХЛ
30 апреля 2016 года в Учалах был разыгран первый в истории Суперкубок МХЛ. Обладатели Кубка Харламова («Локо») и Кубка Регионов («Горняк») встретились между собой, чтобы определить сильнейшую команду сезона. Ярославцы обыграли соперника со счётом 5:1.

#### Плей-аут
Плей-аут или утешительный турнир проводился в сезоне 2011/12. В нём принимали участие команды, которые не прошли в плей-офф. Все очки, набранные ими по ходу регулярного чемпионата, оставались неизменными. Каждый клуб проводил по два матча дома и на выезде с командой из своей конференции. Две команды, набравшие наименьшее количество очков, выбывали из Чемпионата МХЛ и переходили в Первенство. Их место занимали чемпион и финалист второго дивизиона МХЛ.
По ходу проведения турнира в офис лиги поступали жалобы — клубы говорили про отсутствие интереса со стороны болельщиков, а также слишком больших финансовых затратах на перемещение из одного города в другой. Руководство приняло решение отменить плей-аут.

#### «Красные звёзды»
«Красные звёзды» — сборная команда, составленная из игроков МХЛ, которая представляла лигу на международных соревнованиях. С 28 декабря 2010 года по 4 января 2011 года команда провела свои первые матчи в США, где сыграла с командами из военной академии Вест-Пойнт, колледжа Холи Кросс, Йельского и Бостонского университетов, а также с двумя сборными Восточной молодёжной лиги США.
Всего за историю существования «Красные звёзды» пять раз ездили в заокеанское турне на новогодних каникулах. Последние соревнования состоялись в сезоне 2014/15. Также команда участвовала в азиатском кубке вызова, где играла с молодёжными сборными из Южной Кореи, Японии, Китая, Тайваня и Казахстана.

#### Кубок Поколения
Кубок Поколения — символический Матч всех звёзд Первенства Молодёжной хоккейной лиги (аналог Кубка Вызова).
Первый в истории Кубок Поколения состоялся 23 февраля 2012 года в Пензе. Запад победил Восток со счётом 3:2. После этого матчи лучших игроков Первенства МХЛ проходили в Кирово-Чепецке, Учалах, Альметьевске и Набережных Челнах.

## Трофеи и награды

### Командные награды
Главный трофей Молодёжной хоккейной лиги — Кубок Харламова. Он назван в честь легендарного советского хоккеиста, нападающего ЦСКА и сборной СССР, заслуженного мастера спорта, двукратного олимпийского чемпиона (1972, 1976) и восьмикратного чемпиона мира Валерия Харламова.
Кубок Харламова является переходящим. Команда-победитель обязана обеспечить условия хранения и транспортировки, при необходимости меры страхования трофея, а в случае его повреждения — возместить все затраты, связанные с ремонтом Кубка.

### Индивидуальные награды
Ежегодно лига определяет лучших участников завершившегося чемпионата, которые получают трофеи:
- «Лучший бомбардир» вручается самому результативному хоккеисту регулярного чемпионата по системе «гол + пас»;
- «Лучший снайпер» получает игрок, забросивший наибольшее количество шайб по итогам «регулярки»;
- «Лучший защитник» вручается игроку обороны регулярного чемпионата по системе «+/-» при лучшем показателе «гол + пас»;
- «Лучший вратарь» — награда лучшему голкиперу чемпионата. Учитывается процент отражённых бросков и коэффициент надёжности;
- «Лучший тренер» получает тренер, внёсший наибольший вклад в успехи команды;
- «Самый ценный игрок плей-офф» — награда лучшему игроку серии плей-офф;
- Приз «Самому ценному игроку чемпионата»;
- "Лучший новичок чемпионата МХЛ.

Также лига награждает лучшего главного и линейного судью регулярного чемпионата и серии плей-офф.

## Команды

### Сезон 2025/2026
| Дивизион              | Команда              | Город                                                  | Арена (вместимость)  | Основан              | в МХЛ                | Партнёрская команда  | Главный тренер       |
| Западная конференция  | Западная конференция | Западная конференция                                   | Западная конференция | Западная конференция | Западная конференция | Западная конференция | Западная конференция |
| --------------------- | -------------------- | ------------------------------------------------------ | -------------------- | -------------------- | -------------------- | -------------------- | -------------------- |
| Дивизион Золотой      |                      |                                                        |                      |                      |                      |                      |                      |
| Академия Михайлова    | Тульская область     | ФОС «Ледовый дворец» (3 072)                           | 2019                 | 2020                 | АКМ (ВХЛ)            | Павел Баулин         |                      |
| Алмаз                 | Череповец            | МАУ «Ледовый Дворец» (5 536)                           | 2009                 | 2009                 | Северсталь           | Константин Касаткин  |                      |
| Динамо-Шинник         | Бобруйск             | «Бобруйск-Арена» (7 191)                               | 2010                 | 2022                 | Динамо Мн            | Евгений Летов        |                      |
| Красная Армия         | Москва               | МСК «ЦСКА Арена» (малая арена) (2 950)                 | 2009                 | 2009                 | ЦСКА                 | Сергей Голубович     |                      |
| Локо                  | Ярославль            | МФСК «Локомотив» (1 500)                               | 2009                 | 2009                 | Локомотив            | Олег Таубер          |                      |
| МХК Динамо-М          | Москва               | «ВТБ Арена» (10 523)                                   | 2009                 | 2009                 | Динамо М             | Артур Талипов        |                      |
| МХК Динамо СПб        | Санкт-Петербург      | СК «Юбилейный» (малая арена) (1 500)                   | 2013                 | 2013                 | Динамо СПб (ВХЛ)     | Михаил Вареник       |                      |
| МХК Спартак           | Москва               | ЛД «Легенды хоккея — Сокольники» (1 300)               | 2009                 | 2009                 | Спартак              | Александр Барков     |                      |
| СКА-1946              | Санкт-Петербург      | СК «Хоккейный город» (1 418)                           | 2009                 | 2009                 | СКА                  | Герман Титов         |                      |
| Дивизион Серебряный   |                      |                                                        |                      |                      |                      |                      |                      |
| Академия СКА          | Санкт-Петербург      | СК «Хоккейный город» (1 418)                           | 2017                 | 2018                 | СКА                  | Александр Павлов     |                      |
| АКМ-Юниор             | Тульская область     | ФОС «Ледовый дворец» (3 072)                           | 2021                 | 2022                 | АКМ (ВХЛ)            | Юрий Наваренко       |                      |
| Амурские Тигры        | Хабаровск            | СЗК «Платинум Арена» (7 100)                           | 2010                 | 2010                 | Амур                 | Юрий Фимин           |                      |
| Красная Машина-Юниор  | Московская область   | «Красногорск Арена» им В. Петрова (1 000)              | 2025                 | 2025                 | Динамо М             | Андрей Чеботарёв     |                      |
| Крылья Советов        | Москва               | УДС «Крылья Советов» (5 400)                           | 1947                 | 2016                 | Спартак              | Семён Голиков        |                      |
| МХК Динамо-Карелия    | Кондопога            | ЛД «Кондопога» (1 748)                                 | 2019                 | 2022                 | Динамо СПб (ВХЛ)     | Игорь Велькер        |                      |
| МХК Спартак МАХ       | Москва               | ЛД «Легенды хоккея — Сокольники» (1 300)               | 2025                 | 2025                 | Спартак              | Дмитрий Максимов     |                      |
| СМО МХК Атлант        | Мытищи               | МУП «Арена «Мытищи» (7 114)                            | 2009                 | 2009                 |                      | Олег Обуховский      |                      |
| Сахалинские Акулы     | Южно-Сахалинск       | ЛК «Арена Сити» (1 200)                                | 2013                 | 2014                 |                      | Анатолий Степанов    |                      |
| Тайфун                | Владивосток          | КСК «Фетисов Арена» (5 915)                            | 2016                 | 2016                 | Адмирал              | Ильгиз Нуриев        |                      |
| ХК Капитан            | Ступино              | ЛДС им. В. М. Боброва (1 800)                          | 1999                 | 2011                 | ХК Сочи              | Денис Куляш          |                      |
| Восточная конференция |                      |                                                        |                      |                      |                      |                      |                      |
| Дивизион Золотой      |                      |                                                        |                      |                      |                      |                      |                      |
| Авто                  | Екатеринбург         | «УГМК-Арена» (12 588)                                  | 2009                 | 2009                 | Автомобилист         | Алексей Булатов      |                      |
| Белые Медведи         | Челябинск            | ЛА «Трактор» им. В. Белоусова (7 500)                  | 2009                 | 2009                 | Трактор              | Дмитрий Шульга       |                      |
| Ирбис                 | Казань               | ЛДС «Татнефть Арена» (8 937)                           | 2011                 | 2014                 | Ак Барс              | Максим Овчинников    |                      |
| Кузнецкие Медведи     | Новокузнецк          | «Арена кузнецких металлургов» им. О. Короленко (6 811) | 2009                 | 2009                 | Металлург Нк (ВХЛ)   | Фёдор Полищук        |                      |
| Мамонты Югры          | Ханты-Мансийск       | Ледовый дворец спорта (2 000)                          | 2011                 | 2011                 | Югра (ВХЛ)           | Дмитрий Бурлуцкий    |                      |
| Омские Ястребы        | Омск                 | Хоккейная академия «Авангард» (1 200)                  | 2009                 | 2009                 | Авангард             | Виталий Черночуб     |                      |
| Стальные Лисы         | Магнитогорск         | УКРК «Арена Металлург» (7 704)                         | 2009                 | 2009                 | Металлург Мг         | Дмитрий Казионов     |                      |
| Толпар                | Уфа                  | Городской дворец спорта (3 500)                        | 2009                 | 2009                 | Салават Юлаев        | Евгений Есаулов      |                      |
| Чайка                 | Нижний Новгород      | ДС им. В. С. Коноваленко (4 200)                       | 2009                 | 2009                 | Торпедо НН           | Алексей Томилов      |                      |
| Дивизион Серебряный   |                      |                                                        |                      |                      |                      |                      |                      |
| АКМ-Новомосковск      | Новомосковск         | ЛД «Юбилейный» (1 500)                                 | 2024                 | 2024                 | АКМ (ВХЛ)            | Артур Шарифуллин     |                      |
| Красноярские Рыси     | Красноярск           | СЗК «Платинум Арена» (7 046)                           | 2011                 | 2022                 | Сокол (ВХЛ)          | Валентин Копылов     |                      |
| Ладья                 | Тольятти             | ЛДС «Лада-Арена» (6 034)                               | 2009                 | 2009                 | Лада                 | Сергей Лопушанский   |                      |
| Локо-76               | Ярославль            | МФСК «Локомотив» (1 500)                               | 2021                 | 2021                 | Локомотив            | Иван Лессер          |                      |
| МХК Молот             | Пермь                | УДС «Молот» им. В. Лебедева (6 000)                    | 2021                 | 2021                 | Молот (ВХЛ)          | Александр Агеев      |                      |
| Реактор               | Нижнекамск           | ЛД «Нефтехим Арена» (5 500)                            | 2009                 | 2009                 | Нефтехимик           | Игорь Фёдоров        |                      |
| Сибирские Снайперы    | Новосибирск          | «Сибирь-Арена» (10 634)                                | 2009                 | 2009                 | Сибирь               | Эдуард Волков        |                      |
| Снежные Барсы         | Астана               | «Барыс Арена» (11 626)                                 | 2011                 | 2011-2020 2023       | Барыс                | Антон Васин          |                      |
| Спутник               | Альметьевск          | ДС «Юбилейный» (2 050)                                 | 2011                 | 2016                 | Нефтяник (ВХЛ)       | Даниил Архипов       |                      |
| Тюменский Легион      | Тюмень               | СК «Дворец спорта» (3 350)                             | 2010                 | 2010                 | Рубин (ВХЛ)          | Алексей Осипов       |                      |

За время существования МХЛ в Лиге участвовали клубы из России, Беларуси, Латвии, Казахстана, Словакии, Венгрии, Чехии, Украины, Австрии и Китая.
В сезоне 2009/10 в МХЛ выступали 22 команды. В следующем году в состав лиги вошли «Амурские тигры», «Минские зубры» (Минск), «Юность», «Рига», «Газовик», «Олимпия», «Серебряные львы» и «Белые тигры». Не стала принимать участие команда МХК «Динамо», а воскресенский «Феникс» и московский «ЦСКА-Красная армия» получили новые названия — «Химик» и «Красная армия» соответственно.
2 марта 2011 года утверждено участие в чемпионате МХЛ «Татранских волков», «Капитана» и «Мамонтов Югры». Также к лиге присоединились «Динамо-Шинник», «Снежные барсы» и ХК МВД. Покинули МХЛ «Минские зубры» (Минск), МХК «Крылья Советов» и «Шериф» (Тверь).
По итогам матчей плей-аута сезона 2012/13 группу А покинули «Олимпия» и «Ладья». Их место заняли «Октан» и «Кристалл». Также МХЛ покинули «Татранские волки», были включены чешская «Энергия» и венгерский «Патриот». «Газовик» из Тюмени сменил название на «Тюменский легион», а «Мытищинские атланты» стали просто «Атлантами».
19 июня 2013 года в лигу было принято несколько новых команд — «Молодая гвардия», «Ред Булл» (Зальцбург), «Динамо» (Санкт-Петербург), «Челны» и «Юниор» (Курган). В МХЛ вернулись тольяттинская «Ладья» и «Олимпия», а пермский «Октан» переименовался в «Молот».
В 2014 году лигу пополнили «Сахалинские акулы» и «Беркуты Кубани» (Краснодар). Казанская команда «Барс» переименовалась в «Ирбис». «Молодая гвардия» снялась с соревнований из-за нестабильной ситуации на Украине. Также лигу покинули «Молот» и «Патриот».
В межсезонье 2015/16 Чемпионат МХЛ покинули несколько команд: «Динамо-Шинник», «Беркуты Кубани», «Капитан», «Кристалл» (Бердск), МХК «Химик» (Воскресенск), «Ред Булл», «Челны», «Энергия», «Юниор». 11 апреля 2015 года была создана команда игроков 1998 года рождения — Сборная России до 18, которая выступала в Чемпионате МХЛ. «Белые тигры» сменили название на «Сарматы», а «Юность» на «Динамо-Раубичи».
Перед началом сезона 2016/17 лигу покинули «Сахалинские акулы», Сборная России до 18, «Олимпия» и «Динамо-Раубичи», но вступили «Тайфун» (Приморский край), возрождённые «Крылья Советов» и перешедшие из Первенства МХЛ «Алтай» (Усть-Каменогорск) и «Спутник» (Альметьевск).
8 августа 2017 года было принято решение о включении в состав МХЛ трёх клубов: «Куньлунь Ред Стар Юниор» (Пекин), «Капитан» и МХК «Динамо» (Москва).
В сезоне 2018/19 изменений в командах не было. Перед началом следующего сезона в лигу вернулись «Сахалинские акулы», а команда «Куньлунь Ред Стар Юниор» (Пекин) сменила название на «ОЭРДЖИ Юниор».
В сезоне 2020/21 не участвовали «ОЭРДЖИ Юниор», «Алтай» из Усть-Каменогорска и «Снежные барсы» из Нур-Султана. К лиге присоединилась «Академия Михайлова» из Тульской области.
Перед началом сезона 2021/22 МХЛ пополнили два клуба: ещё одна команда из Ярославля «Локо-76» и МХК «Молот».
Перед началом сезона 2023/2024 «СКА-Варяги» были переименованы в «Академию СКА-Юниор» и будут представлять Красногорск, в лигу вернулись «Снежные Барсы» (Астана). Выбыли из числа участников «Сарматы» (Оренбург).
В сезоне 2024/2025 в состав лиги включён «АКМ Новомосковск», «СКА-Карелия» сменила название на ХК «Хорс Карелия».

## Таблица призёров
| Сезон   | Обладатель Кубка Харламова                        | Финалист                                          | 3-е место                                         | 4-е место                                         | Победитель регулярного чемпионата |
| ------- | ------------------------------------------------- | ------------------------------------------------- | ------------------------------------------------- | ------------------------------------------------- | --------------------------------- |
| 2009/10 | Стальные лисы                                     | Кузнецкие медведи                                 | Толпар                                            | Белые медведи                                     | Стальные лисы                     |
| 2010/11 | Красная армия                                     | Стальные лисы                                     | Толпар                                            | МХК Химик                                         | Толпар                            |
| 2011/12 | Омские ястребы                                    | Красная армия                                     | Стальные лисы                                     | Мытищинские атланты                               | Омские ястребы                    |
| 2012/13 | Омские ястребы                                    | МХК Спартак                                       | Мамонты Югры                                      | ХК МВД                                            | Омские ястребы                    |
| 2013/14 | МХК Спартак                                       | Красная армия                                     | Барс                                              | Белые медведи                                     | Локо                              |
| 2014/15 | Чайка                                             | СКА-1946                                          | Белые медведи                                     | Локо                                              | Белые медведи                     |
| 2015/16 | Локо                                              | Чайка                                             | МХК Динамо СПб                                    | Сибирские снайперы                                | Локо                              |
| 2016/17 | Красная армия                                     | Реактор                                           | Кузнецкие медведи                                 | Алмаз                                             | СКА-1946                          |
| 2017/18 | Локо                                              | СКА-1946                                          | Белые медведи                                     | Реактор                                           | Локо                              |
| 2018/19 | Локо                                              | Авто                                              | СКА-1946                                          | Мамонты Югры                                      | СКА-1946                          |
| 2019/20 | Турнир досрочно завершён из-за пандемии COVID-19. | Турнир досрочно завершён из-за пандемии COVID-19. | Турнир досрочно завершён из-за пандемии COVID-19. | Турнир досрочно завершён из-за пандемии COVID-19. | СКА-1946                          |
| 2020/21 | МХК Динамо Мск                                    | Локо                                              | Ирбис                                             | Толпар                                            | МХК Динамо Мск                    |
| 2021/22 | СКА-1946                                          | Красная армия                                     | Ирбис                                             | Омские ястребы                                    | Красная армия                     |
| 2022/23 | Чайка                                             | Омские ястребы                                    | СКА-1946                                          | Локо                                              | Локо                              |
| 2023/24 | СКА-1946                                          | Локо                                              | Белые медведи                                     | Чайка                                             | Локо                              |
| 2024/25 | МХК Спартак                                       | СКА-1946                                          | Омские ястребы                                    | Чайка                                             | МХК Спартак                       |

- Примечание: Начиная с сезона 2011/12 обе команды, проигравшие в полуфинале, награждаются бронзовыми медалями. 3-е место в итоговой таблице занимает команда, имеющая лучший показатель набранных очков в матчах первого этапа[58].

## Выступление команд в лиге
С момента основания лиги в 2009 году в чемпионатах МХЛ приняло участие 52 команды. В таблице приведены итоги выступления команд в регулярной части чемпионатов МХЛ, а также в плей-офф каждого сезона МХЛ (обозначено цветом).
| Команда                      | Команда           | 2010 | 2011 | 2012 | 2013 | 2014 | 2015 | 2016 | 2017 | 2018 | 2019 | 2020 | 2021 | 2022 | 2023 | 2024 | 2025 |
| ---------------------------- | ----------------- | ---- | ---- | ---- | ---- | ---- | ---- | ---- | ---- | ---- | ---- | ---- | ---- | ---- | ---- | ---- | ---- |
|                              | Локо              | 5    | 11   | 8    | 17   | 1    | 2    | 1    | 4    | 1    | 5    | 2    | 2    | 6    | 1    | 1    | 9    |
| СКА-1946                     | 6                 | 18   | 11   | 9    | 17   | 8    | 11   | 1    | 2    | 1    | 1    | 5    | 3    | 3    | 3    | 2    |      |
| Красная армия                | 8                 | 6    | 10   | 25   | 7    | 13   | 13   | 2    | 6    | 6    | 5    | 8    | 1    | 8    | 17   | 5    |      |
| Омские ястребы               | 6                 | 3    | 1    | 1    | 5    | 5    | 2    | 17   | 20   | 14   | 4    | 17   | 12   | 4    | 10   | 4    |      |
| Чайка                        | 15                | 23   | 20   | 18   | 13   | 4    | 8    | 19   | 19   | 30   | 14   | 3    | 4    | 5    | 13   | 11   |      |
| МХК Спартак                  | 14                | 20   | 13   | 5    | 9    | 9    | 12   | 11   | 4    | 11   | 18   | 7    | 15   | 14   | 5    | 1    |      |
| Стальные лисы                | 1                 | 2    | 4    | 2    | 20   | 16   | 4    | 5    | 7    | 8    | 13   | 11   | 2    | 9    | 21   | 18   |      |
| МХК Динамо (М)               | 10                |      |      |      |      |      |      |      | 18   | 23   | 15   | 1    | 5    | 7    | 6    | 15   |      |
|                              | Кузнецкие медведи | 19   | 25   | 9    | 15   | 23   | 32   | 15   | 7    | 24   | 31   | 32   | 32   | 28   | 31   | 11   | 24   |
| Авто                         | 3                 | 4    | 29   | 8    | 24   | 29   | 22   | 15   | 10   | 4    | 9    | 12   | 19   | 15   | 23   | 19   |      |
| Реактор                      | 7                 | 14   | 19   | 20   | 16   | 14   | 9    | 3    | 13   | 13   | 22   | 27   | 22   | 27   | 25   | 17   |      |
|                              | Белые медведи     | 17   | 8    | 24   | 4    | 3    | 1    | 24   | 9    | 12   | 16   | 10   | 6    | 18   | 12   | 9    | 13   |
| Толпар                       | 2                 | 1    | 5    | 13   | 8    | 7    | 5    | 18   | 11   | 7    | 3    | 10   | 8    | 18   | 27   | 6    |      |
| Алмаз                        | 11                | 15   | 2    | 10   | 14   | 17   | 7    | 12   | 9    | 9    | 8    | 14   | 9    | 23   | 7    | 20   |      |
| Ирбис                        |                   |      | Б    | Б    | Б    | 21   | 10   | 6    | 14   | 17   | 7    | 4    | 11   | 20   | 14   | 3    |      |
| СМО МХК Атлант               | 18                | 10   | 7    | 3    | 19   | 3    | 27   | 27   | 25   | 28   | 24   | 16   | 27   | 13   | 12   | 30   |      |
| Мамонты Югры                 |                   |      | 14   | 7    | 6    | 6    | 21   | 16   | 3    | 2    | 12   | 9    | 7    | 10   | 2    | 8    |      |
| Сибирские снайперы           | 20                | 27   | 28   | 23   | 18   | 19   | 17   | 13   | 8    | 19   | 11   | 20   | 33   | 16   | 24   | 32   |      |
| МХК Динамо (СПб)             |                   |      |      |      | 30   | 23   | 6    | 14   | 5    | 3    | 6    | 15   | 10   | 21   | 19   | 14   |      |
| ХК МВД**                     | 9                 | 22   | 21   | 11   | 4    | 10   | 20   | 23   |      |      |      |      |      |      |      |      |      |
| МХК Химик*                   | 22                | 5    | 6    | 21   | 25   | 37   | В    | В    | В    | В    | В    | В    | В    | В    | В    | В    |      |
| Барс                         | 12                | 12   | 3    | 6    | 2    | В    | В    | В    | В    | В    | В    | В    | В    | В    | В    | В    |      |
|                              | Амурские тигры    |      | 7    | 12   | 22   | 34   | 33   | 16   | 20   | 29   | 25   | 29   | 31   | 26   | 17   | 4    | 33   |
| Русские витязи               | 13                | 21   | 23   | 19   | 15   | 27   | 26   | 10   | 17   | 10   | 19   | 19   | 16   | 25   | 20   | 23   |      |
| Снежные барсы                |                   |      | 16   | 27   | 26   | 15   | 14   | 24   | 21   | 18   | 31   |      |      |      | 33   | 35   |      |
| Белые тигры                  |                   | 13   | 27   | 28   | 37   | 30   |      |      |      |      |      |      |      |      |      |      |      |
|                              | Рига              |      | 9    | 15   | 16   | 12   | 18   | 23   | 29   | 30   | 27   | 17   | 24   | 30   |      |      |      |
| МХК Крылья Советов           | 4                 | 17   |      |      |      |      |      | 28   | 15   | 15   | 21   | 18   | 14   | 28   | 15   | 22   |      |
| Динамо-Шинник                |                   | 19   | 18   | 12   | 28   | 24   |      |      |      |      |      |      |      | 11   | 18   | 7    |      |
| Энергия                      |                   |      |      | 14   | 10   | 39   |      |      |      |      |      |      |      |      |      |      |      |
| Кристалл (Бердск)            |                   |      | Б    | 29   | 11   | 12   |      |      |      |      |      |      |      |      |      |      |      |
| Юность                       |                   | 24   | 26   | 32   | 22   | 20   | Б    |      |      |      |      |      |      |      |      |      |      |
| Ладья                        | 21                | 29   | 32   | Б    | 33   | 25   | 25   | 22   | 22   | 22   | 30   | 21   | 20   | 26   | 16   | 10   |      |
| Академия Михайлова           |                   |      |      |      |      |      |      |      |      |      | НМ   | 28   | 21   | 6    | 8    | 12   |      |
| Спутник                      |                   |      |      | Б    | Б    | Б    | Б    | 25   | 32   | 20   | 16   | 13   | 13   | 24   | 30   | 36   |      |
| Капитан                      |                   |      | 25   | 26   | 38   | 22   |      |      | 33   | 21   | 27   | 26   | 29   | 2    | 32   | 29   |      |
| Россия U18                   |                   |      |      |      |      |      | 3    |      |      |      |      |      |      |      |      |      |      |
| Сарматы                      |                   |      |      |      |      |      | 18   | 8    | 16   | 24   | 20   | 29   | 23   | 34   |      |      |      |
| СКА-Серебряные львы          |                   | 28   | 22   | 24   | 31   | 26   | 19   | 21   | 23   |      |      |      |      |      |      |      |      |
| Локо-76                      |                   |      |      |      |      |      |      |      |      |      |      |      | 17   | 29   | 26   | 21   |      |
| Беркуты Кубани               |                   |      |      |      | Б    | 11   |      |      |      |      |      |      |      |      |      |      |      |
| Ред Булл                     |                   |      |      |      | 21   | 28   |      |      |      |      |      |      |      |      |      |      |      |
| Тюменский легион             |                   | 16   | 17   | 30   | 27   | 31   | 30   | 30   | 28   | 26   | 33   | 30   | 34   | 30   | 29   | 25   |      |
| Олимпия                      |                   | 26   | 31   | Б    | 35   | 35   | 29   |      |      |      | НМ   |      | НМ   | НМ   | НМ   | В    |      |
| МХК Молот                    |                   |      | Б    | 33   | 32   | Б    |      |      |      |      |      |      | 24   | 19   | 28   | 16   |      |
| Молодая гвардия              |                   |      |      |      | 29   |      |      |      |      |      |      |      |      |      |      |      |      |
| СКА-Юниор                    |                   |      |      |      |      | Б    | Б    |      | НМ   | 12   | 28   | 22   | 32   | 32   | 22   | 26   |      |
|                              | Хорс-Карелия      |      |      |      |      |      |      |      |      |      |      | НМ   | НМ   | НМ   | 37   | 36   | 38   |
| Тайфун                       |                   |      |      |      |      |      |      | 26   | 27   | 29   | 26   | 23   | 25   | 36   | 35   | 31   |      |
| АКМ-Новомосковск             |                   |      |      |      |      |      |      |      |      |      |      |      |      |      |      | 37   |      |
| АКМ-Юниор                    |                   |      |      |      |      |      |      |      |      |      |      |      | НМ   | 33   | 34   | 27   |      |
| Алтай                        |                   |      |      |      |      |      | Б    | 31   | 31   | 32   | 23   |      |      |      |      |      |      |
| Красноярские рыси            |                   |      | Б    | Б    | Б    | Б    | Б    | НМ   | НМ   |      |      |      |      | 35   | 37   | 34   |      |
| Сахалинские акулы            |                   |      |      |      |      | 34   | 28   |      |      |      | 25   | 25   | 31   | 22   | 31   | 28   |      |
| Юниор                        |                   |      |      | Б    | 39   | 36   | Б    | НМ   |      |      |      |      |      |      |      |      |      |
| Челны                        |                   |      |      | Б    | 36   | 38   | Б    |      |      |      |      |      |      |      | В    | В    |      |
| Динамо-Раубичи               |                   |      |      |      |      | Б    | 31   |      |      |      |      |      |      |      |      |      |      |
| Патриот                      |                   |      |      | 31   |      |      |      |      |      |      |      |      |      |      |      |      |      |
| Татранские волки             |                   |      | 30   |      |      |      |      |      |      |      |      |      |      |      |      |      |      |
| Куньлунь РС Юниор            |                   |      |      |      |      |      |      |      | 26   |      |      |      |      |      |      |      |      |
| Куньлунь Ред Стар Хэйлунцзян |                   |      |      |      |      |      |      |      |      | 33   |      |      |      |      |      |      |      |
| ОЭРДЖИ Юниор                 |                   |      |      |      |      |      |      |      |      |      | 34   |      |      |      |      |      |      |

| Цвет         | Значение                                 |
| ------------ | ---------------------------------------- |
| Красный      | Обладатель Кубка Харламова               |
| Жёлтый       | Вице-чемпион                             |
| Зелёный      | Полуфиналист Кубка Харламова             |
| Голубой      | Полуфиналист конференции                 |
| Синий        | Участник плей-офф                        |
| Светло-серый | Команда, не прошедшая в плей-офф         |
| Серый        | Команда, не принимающая участие в сезоне |

* в июле 2010 команда «Феникс» была переименована в МХК «Химик».

** включая историю выступления «Шерифа» до объединения с МХК «Динамо» в 2010 году.

## Руководство МХЛ
На первом учредительном собрании МХЛ Председателем правления лиги был избран заслуженный тренер СССР Владимир Юрзинов. Управляющим директором МХЛ стал Дмитрий Ефимов.
1 июня 2011 года Председателем правления назначен президент КХЛ Александр Медведев.
В 2015 году двукратный чемпион мира и двукратный обладатель Кубка Гагарина Алексей Морозов стал новым управляющим директором МХЛ. Президентом правления был избран Александр Медведев. 
19 июня 2019 года стало известно, что управляющий директор Алексей Морозов останется на этой должности до 2023 года, однако в 2020-м его избрали президентом КХЛ.10 марта 2020 года вице-президентом КХЛ по развитию молодёжного хоккея был назначен двукратный чемпион России по хоккею, заслуженный мастер спорта Александр Гуськов.